# Diporiphora superba
Diporiphora superba — вид ігуаноподібних ящірок родини агамових (Agamidae). Ендемік Австралії.

## Поширення і екологія
Diporiphora superba мешкають на північному заході регіону Кімберлі на півночі Західної Австралії. Вони живуть в спінніфексових і акацієвих чагарникових заростях, а також на пісковикових пагорбах і уступах. Ведуть напівдеревний спосіб життя. Відкладають яйця. За сприятливих умов протягом сезону дощів самиця може відкласти кілька кладок.